# Термінатори
«Термінатори» (англ. The Terminators) — американський фантастичний фільм компанії The Asylum.

## Сюжет
Дія фільму розгортається в невизначений момент майбутнього, коли люди навчилися створювати сильно вдосконалену робототехніку з потужним штучним інтелектом. З невідомих причин їх власні машини підняли кібернетичний заколот проти людства, що переріс у глобальну громадянську війну між людьми і машинами.
Будучи військовими машинами, роботи створюють армію незламних кіборгів, абсолютно безжальних і практично нерушимими, щоб знищити людську расу раз і назавжди.

## У ролях
| Актор              | Роль                |
| ------------------ | ------------------- |
| Джеремі Лондон     | Курт                |
| Ей Мартінес        | шериф Рід Карпентер |
| Лорен Уолш         | Хлое                |
| Стівен Блекхарт    | Логан               |
| Пол Логан          | TR5                 |
| Сара Томко         | Пеллас              |
| Дастін Херніш      | Бронсон             |
| Марк Хенгст        | Таннер              |
| Дебра Харрісон-Лоу | Еліс                |
| Наомі Хертер       | Пейдж               |
| Клінт Браунінг     | Чак                 |
| Монік Ла Барр      | інженер             |
| Дін Крейлінг       | Чарлі               |
| Джейсон Грей       | Ліпінські           |
| Джефф Стерлінг     | Фоддер              |

## Знімальна група
- Режисер — Ксав'єр Пусловскіх
- Сценарист — Девід Майкл Летт, Вільям Моури
- Продюсер — Девід Майкл Летт[en], Девід Раймоуі[en], Пол Бейлс[en]